# Forskningsstationen Koldewey

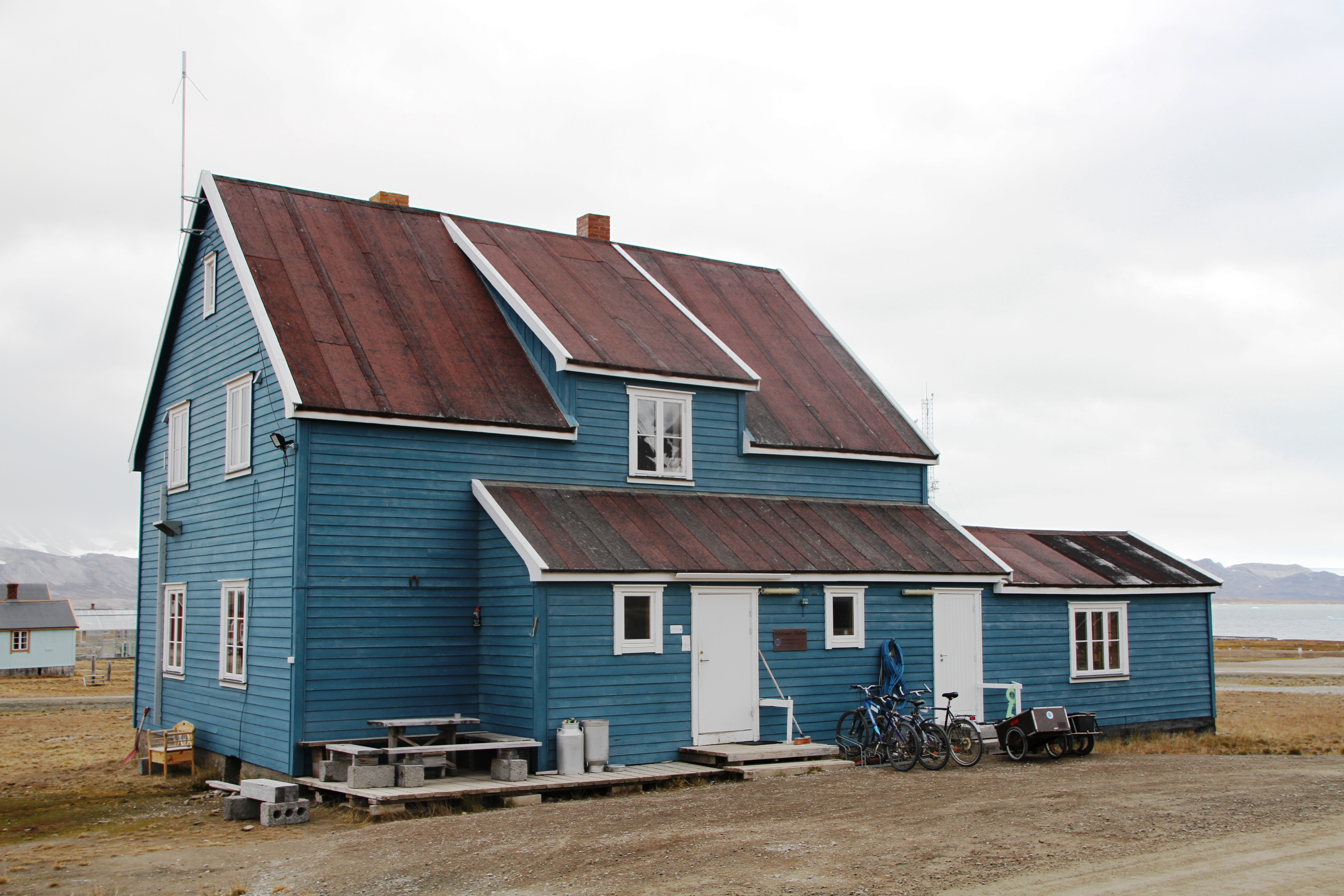
"Blått hus" i Ny-Ålesund

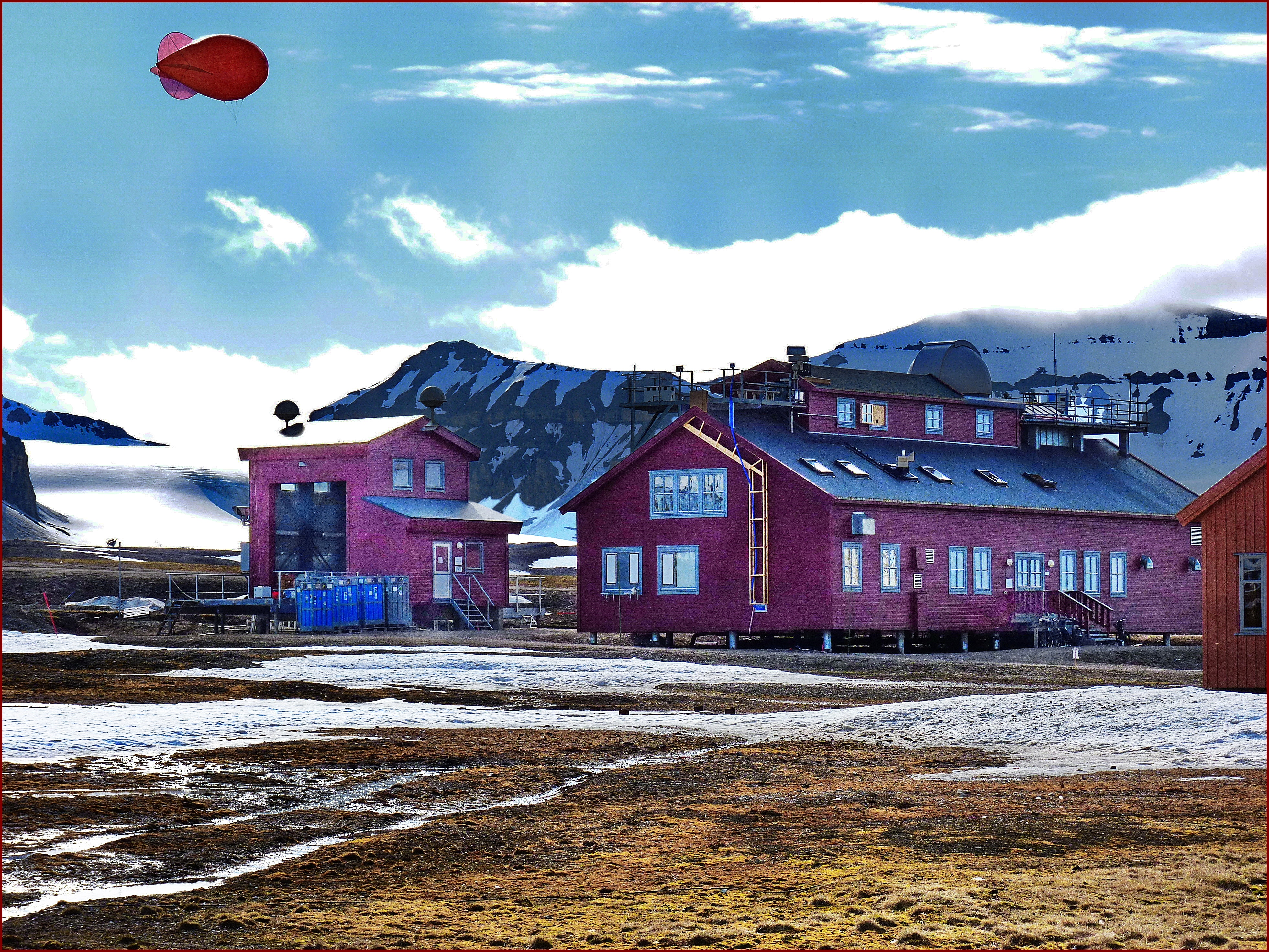
Atmosfärhuset och Ballonghuset

Forskningsstationen Koldewey är en tysk polarforskningsstation i Svalbard. Den ligger i "Blått hus" i Ny-Ålesund samt i Atmosfärhuset. Den ligger under Alfred Wegenerinstitutet i Bremerhaven. Stationen är uppkallad efter polarforskaren Carl Koldewey.
Koldeweystationen som inrättades 1991 ägnar sig åt bland annat forskning i biologi, kemi, geologi och meteorologi. Ett observatorium som ingår i stationen undersöker troposfärens och stratosfärens fysiska och kemiska egenskaper.
Sedan 2003 pågår ett nära samarbete men den intilliggande franska Forskningsstationen Charles Rabot, som bedrivs av Institut polaire français Paul-Émile Victor (IPEV). Forskningsstationerna arbetar numera tillsammans som Forskningsstationen AWIPEV.